# بيتار مسلم
بيتار مسلم (بالكرواتية: Petar Muslim)‏ هو لاعب كرة الماء كرواتي، ولد في 26 مارس 1988 في سبليت في كرواتيا.

## وصلات خارجية
- بيتار مسلم على موقع الاتحاد الدولي للسباحة (الإنجليزية)
- بيتار مسلم على موقع اللجنة الأولمبية الدولية (الإنجليزية)
- بيتار مسلم على موقع أوليمبيديا (الإنجليزية)
- بيتار مسلم على موقع اللجنة الأولمبية الكرواتية (مؤرشف) (الكرواتية)